# Battaglia di Romagnano (1945)
La battaglia di Romagnano Sesia fu un conflitto bellico avvenuto durante la guerra di liberazione italiana.
Essa scoppiò il 16 marzo 1945: l'esercito nazifascista, ormai sempre più carente di soldati, venne intercettato dalle formazioni partigiane nei pressi di Fara Novarese, comune dal quale i nazifascisti fuggirono, risalendo verso Sizzano e Ghemme. La fuga terminò proprio nel comune di Romagnano Sesia, dove i partigiani valsesiani, guidati dal romagnanese Antonio Galantina, riuscirono a fermare l'esercito nazifascista dopo uno scontro durato 14 ore.